# 226356 Madelinefosbury
226356 Madelinefosbury è un asteroide della fascia principale interna. Scoperto nel 2003, presenta un'orbita caratterizzata da un semiasse maggiore pari a 2,369340 UA e da un'eccentricità di 0,136492, inclinata di 1,916647° rispetto all'eclittica.
Fa parte della famiglia di asteroidi Massalia.
È dedicato a Madeline Fosbury, tecnico americano, che ha lavorato sul sistema di guida e controllo nella missione New Horizons della NASA.